# Мартін Хрієн
Мартін Хрієн (словац. Martin Chrien, нар. 8 вересня 1995, Банська Бистриця) — словацький футболіст, півзахисник клубу «Бенфіка» та національної збірної Словаччини.

## Клубна кар'єра
Свою футбольну кар'єру Хрієн почав в клубі «Дукла» з рідного міста Банська-Бистриця, де в 2012 році він пробився до основного складу головної команди. У Цоргонь-Лізі дебютував 1 грудня 2012 року в домашньому матчі проти «Кошиць» (1:2), вийшовши на заміну на 80-ій хвилині. Загалом у рідній команді провів два сезони, взявши участь у 29 матчах чемпіонату. 
У травні 2014 підписав чотирирічний контракт з чеською «Вікторією» (Пльзень). Втім у новій команді закріпитись не зумів, через що здавався в оренду в клуби «Динамо» (Чеські Будейовиці), «Збройовка». та «Ружомберок».
29 червня 2017 року перейшов в португальську «Бенфіку», підписавши з клубом п'ятирічний контракт. Дебютував за команду 20 серпня 2017 року в поєдинку ліги проти «Белененсеша» (5-0), вийшовши на заміну на 71-й хвилині матчу. Але цей матч так і залишився єдиним і восени він був переведений в резервну команду, зігравши до кінця сезону 16 матчів у другому дивізіоні країни. Після цього протягом сезону 2018/19 грав на правах оренди у складі новачка вищого португальського дивізіону клубу «Санта-Клара», зігравши 18 матчів у Прімейрі, а з літа 2019 повернувшись до Лісабону, знову став грати за «Бенфіку Б». Станом на 20 грудня 2019 року відіграв за дублерів лісабонського клубу 21 матч в національному чемпіонаті.

## Виступи за збірні
2013 року дебютував у складі юнацької збірної Словаччини (U-19), загалом на юнацькому рівні взяв участь у 3 іграх.
Протягом 2014–2018 років залучався до складу молодіжної збірної Словаччини, разом з якою був учасником молодіжного чемпіонату Європи 2017 року у Польщі, де Мартін забив 2 голи у трьох матчах, втім його збірна не вийшла з групи. Всього на молодіжному рівні зіграв у 21 офіційному матчі, забив 6 голів.
7 червня 2019 року дебютував в офіційних іграх у складі національної збірної Словаччини в товариському матчі проти Йорданії, де забив другий гол своєї збірної, яка в підсумку розгромно перемогла 5:1.